# Paul Hartman
Paul Hartman (San Francisco, 1º marzo 1904 – Los Angeles, 2 ottobre 1973) è stato un attore e cantante statunitense.

## Biografia
Ha recitato a Broadway nel musical Angel in the Wings, per cui vinse il Tony Award al miglior attore protagonista in un musical nel 1948.
È stato sposato con l'attrice Grace Hartman.

## Filmografia parziale

### Cinema
- Sunny, regia di Herbert Wilcox (1941)
- Salto mortale (Man on a Tightrope), regia di Elia Kazan (1953)
- ...e l'uomo creò Satana (Inherit the Wind), regia di Stanley Kramer (1960)
- Quel certo non so che (The Thrill of It All), regia di Norman Jewison (1963)
- Soldato sotto la pioggia (Soldier in the Rain), regia di Ralph Nelson (1963)
- I cacciatori del lago d'argento (Those Calloways), regia di Norman Tokar (1966)
- Come far carriera senza lavorare (How to Succeed in Business Without Really Trying), regia di David Swift (1967)
- Luv vuol dire amore? (Luv),  regia di Clive Donner (1967)

### Televisione
- The Further Adventures of Ellery Queen – serie TV, episodio 1x25 (1959)
- Thriller – serie TV, episodio 1x09 (1960)
- Outlaws – serie TV, episodio 1x02 (1960)
- Scacco matto (Checkmate) – serie TV, episodio 1x33 (1961)
- Have Gun - Will Travel – serie TV, episodio 5x11 (1961)
- Avventure in paradiso (Adventures in Paradise) – serie TV, episodio 3x15 (1962)
- Ben Casey – serie TV, episodio 1x21 (1962)
- The Greatest Show on Earth – serie TV, episodio 1x11 (1963)
- Tre nipoti e un maggiordomo (Family Affair) – serie TV, episodio 1x03 (1966)

## Doppiatori italiani
- Gino Baghetti in ...e l'uomo creò Satana